# Kyō, Koi o Hajimemasu
Kyō, Koi o Hajimemasu (今日、恋をはじめます) é um mangá shōjo escrito e ilustrado por Kanan Minami. Começou a ser publicado em janeiro de 2008 na revista Shōjo Comic e terminou em novembro de 2011. Até ao momento, foram publicados 15 tankōbon no Japão pela Shogakukan. Foi adaptado em um OVA de 2 episódios e em uma light novel, ambos em 2010. Um filme live-action dirigido por Takeshi Furusawa e estrelado por Emi Takei e Tori Matsuzaka foi lançado em 8 de dezembro 2012.